# 象山巴士總站
象山巴士總站（英語：Cheung Shan Bus Terminus）是香港的一個已關閉巴士總站，位於荃灣區象山邨東路象山邨秀山樓對面。此總站為廣深港高速鐵路城門通風樓的選址，所以此總站會被拆卸並成為廣深港高速鐵路的建築工地。總站關閉前有4條巴士路線途經，現時全部已改用秀山樓對面的新巴士迴旋處調頭。

## 歷史
現時總站是第2代總站，第1代總站位於象山邨西路大排檔外，即現今新界區專線小巴82M線的總站，於第一代總站可見紅黃色的站柱及刻有九龍巴士的英文簡寫KMB之石塊，故可推斷此處可能曾經是巴士總站。
此站（第2代總站）早期曾有九龍巴士32M線以本站作為總站，但於1993年6月16日，象山巴士總站旁的山坡發生山泥傾瀉，導致1死5傷。事後，運輸署以安全理由要求九巴把32M線遷往其他地方，最後由1999年8月8日起，32M線的總站遷往葵芳地鐵站，並以象山總站作為循環點。可是此總站取消的原因仍然引來爭議，其中一個為九巴為節省人手，故將本總站取消。
2010年10月25日，為配合廣深港高速鐵路工程，此總站正式關閉。

## 關閉前途經路線資料

### 九龍巴士32線
- 石圍角 ↔ 奧運站

本線雙向均途經本站。往奧運站會停靠秀山樓分站，往石圍角則停靠本站，但本站名為象山邨東路。

### 九龍巴士32B線
本線取消前以秀山樓分站並以該站作為「象山」循環點，但已由2013年11月30日起永久取消並併入36線。36線由當日起改為循環線來往荃灣西站及梨木樹：36線由荃灣西站開出後，會先順時針途經石圍角邨、象山邨（停靠秀山樓分站）及梨木樹巴士總站，然後依原有路線返回荃灣西站，以取代32B線。

### 九龍巴士32M線
- 葵芳站 ↺ 象山

本線停靠秀山樓分站並以該站作為「象山」循環點。

## 關閉前總站設計
| 車坑分佈（以入口最左邊起計） | 車坑分佈（以入口最左邊起計） | 車坑分佈（以入口最左邊起計） |
| 車坑編號                     | 車坑數目                     | 路線                         |
| ---------------------------- | ---------------------------- | ---------------------------- |
| 1                            | 雙坑通道                     | 吉坑，用作通道               |
| 2                            | 單坑通道                     | 九巴32線（往石圍角方向）     |